# Sông Neman
Sông Neman, còn viết là Nemunas, Nyoman, Niemen hoặc Memel, là con sông lớn ở Đông Âu, bắt nguồn từ Belarus và chảy qua Litva trước khi tràn vào vùng đầm phá Curonia, rồi đến biển Baltic tại Klaipėda .
Lưu vực sông Neman / Nemunas được hình thành trong kỷ Đệ tứ và nằm dọc theo rìa của vỏ băng, có niên đại từ khoảng 25.000 đến 22.000 năm trước Công nguyên. Độ sâu của nó thay đổi từ 1 mét (3 ft 3 in) trong các tầng trên, đến 5 mét (16 ft) trong lưu vực thấp hơn.

## Dòng chảy
Sông Neman bắt nguồn tại điểm hợp lưu của hai phụ lưu nhỏ hơn (tọa độ 53.348194, 27.108377), cách thành phố Uzda ở miền trung Belarus khoảng 15 km về phía tây nam, và cách Minsk 55 km về phía tây nam.
Sông chảy uốn lượn về tây bắc, có đoạn ngắn tạo thành một phần của biên giới Belarus - Lithuania. Sau đó chảy trong lãnh thổ Litva. Ở vùng thấp hơn nó tạo thành biên giới giữa Litva và Kaliningrad Oblast của Nga, rồi đỏ ra biển Baltic tại Klaipėda.
Sông được xếp hạng là lớn nhất ở Litva, và lớn thứ ba ở Belarus. Giao thông đường thủy được đảm bảo thông suốt trong khoảng 900 km (560 dặm) .